# Arancha Villar
Arancha Villar Domené (6 de octubre de 1972, Alicante) es una ex gimnasta rítmica española que fue componente de la selección española en modalidad individual.

## Biografía deportiva

### Inicios
Desde los 6 hasta los 15 años fue gimnasta rítmica, llegando a conseguir 6 títulos de campeona de España con el Club Atlético Montemar de Alicante. En 1982 fue campeona de España infantil en Palencia, en 1985 plata en 2ª categoría en Cádiz, y en 1986 y 1987, campeona de España de 1ª categoría, en sendos campeonatos celebrados en Orense y Palma de Mallorca respectivamente.

### Etapa en la selección nacional
Perteneció a la selección nacional de gimnasia rítmica de España durante 2 años, entre 1987 y 1988, siendo entrenada por la seleccionadora Emilia Boneva. Como júnior individual, en abril de 1987 fue medalla de plata en un torneo en el Algarve, y ese mismo mes logró el oro en un torneo júnior Italia-España. En mayo fue 8ª en el concurso general del Campeonato Europeo Júnior de Atenas, además de 5ª en la final de cuerda y en la de pelota, y 4ª en la de aro. En 1988, ya como parte del equipo individual sénior, fue gimnasta suplente en el Campeonato Europeo de Helsinki. En el Campeonato de España Individual de ese año, celebrado en Lloret de Mar, acabó 4ª en categoría de honor, por detrás de María Martín, Maisa Lloret y Ana Bautista.

### Retirada de la gimnasia
Junto a las gimnastas del conjunto Astrid Sánchez y Carmen Sánchez, fue excluida del equipo nacional poco antes de los Juegos Olímpicos de Seúl 1988 por superar el peso máximo permitido. Posteriormente hizo unas declaraciones en las que decía que el consumo de diuréticos, sustancia prohibida por el COI, estaba extendido entre sus compañeras. Boneva respondió reconociendo que el año anterior había habido problemas porque alguna gimnasta tomó por iniciativa propia estos productos para bajar de peso rápidamente tras consejo de médicos particulares, pero que no se habían vuelto a repetir debido al control existente. El médico de la Federación, Luis González Lago, también reconoció que cuando llegó al equipo 6 meses atrás, alguna gimnasta había tomado este tipo de productos, pero que ya no lo hacían. Igualmente contó que la propia Arancha le confesó durante la Gimnasiada de Barcelona que había tomado diuréticos tras acudir con su padre al médico Eufemiano Fuentes sin conocimiento de la Federación, después de que el organismo supiera de este hecho a través de Raquel Prat, otra gimnasta del equipo que la había acompañado a la consulta de Fuentes. El padre de Arancha reconoció que acudió con su hija a la consulta de Fuentes, pero que él no le recetó ese tipo de productos, sino que fueron tomados posteriormente por Arancha sin su conocimiento cuando se veía fuera del equipo. Las exgimnastas del conjunto español Marisa Centeno, Ana Martínez y Nuria Salido, también reconocieron en una rueda de prensa en Alicante tras su retirada haber tomado diuréticos.
De 1993 a 1996, Arancha estudió  Business Administration and Management en el Santa Monica College de Santa Mónica (California). De septiembre de 1996 a junio de 2000 fue asistente de dirección de exportación en Kelme. Desde julio de 2002 a enero de 2004 ejerció de responsable de la delegación de Alicante y Murcia en Unilimp. En diciembre de 2006 comenzó como gestor administrativo en el Patronato Provincial de Turismo Costa Blanca en Alicante, donde sigue trabajando en la actualidad.
El 16 de noviembre de 2019, con motivo del fallecimiento de Emilia Boneva, unas 70 exgimnastas nacionales, entre ellas Arancha, se reunieron en el tapiz para rendirle tributo durante el Euskalgym. El evento tuvo lugar ante 8.500 asistentes en el Bilbao Exhibition Centre de Baracaldo y fue seguido además de una cena homenaje en su honor.

## Palmarés deportivo

### A nivel de club
| 1982 - Campeonato de España Individual en Palencia Oro en concurso general (categoría infantil) 1986 - Campeonato de España Individual en Orense Oro en concurso general (1ª categoría) | 1987 - Campeonato de España Individual en Palma de Mallorca Oro en concurso general (1ª categoría) 1988 - Campeonato de España Individual en Lloret de Mar 4º puesto en concurso general (categoría de honor) |

### Selección española
| 1987 - Torneo Júnior del Algarve Plata en concurso general - Torneo Júnior Italia-España Oro en concurso general - Campeonato de Europa Júnior de Atenas 8º puesto en concurso general 5º puesto en cuerda 4º puesto en aro 5º puesto en pelota |